# Piotr Durak
Piotr Durak (ur. 22 sierpnia 1985 w Mielcu) – polski prozaik, poeta, dziennikarz, podróżnik i polonista.

## Życiorys
Jego pradziadek był Łemkiem z Mszany Dolnej. Syn Józefa i Bronisławy z domu Czyż. W 2004 roku zdał maturę w I Liceum Ogólnokształcącym im. Stanisława Konarskiego w Mielcu. Od 2009 roku absolwent polonistyki Uniwersytetu Rzeszowskiego. W okresie studiów pracował m.in. jako murarz, pomocnik operatora pługu śnieżnego, mechanik rowerowy, rozwoziciel pizzy, korepetytor, dziennikarz, korektor. Pisywał recenzje do regionalnych i ogólnopolskich czasopism literackich. Był też spadochroniarzem w Sekcji Spadochronowej Aeroklubu Rzeszowskiego. W roku 2007 był współpracownikiem i korektorem, zaś w latach 2013–2016 dziennikarzem i reporterem w mieleckim Tygodniku Regionalnym „Korso”.
W latach 2005–2009 członek Sekcji Twórczości Literackiej UR, współzałożyciel studenckiej grupy poetyckiej „Polifonia”. W latach 2008–2009 aktor w Studiu Teatralnej Ofensywy Studenckiej przy UR. W latach 2005–2010 był członkiem Robotniczego Stowarzyszenia Twórców Kultury w Rzeszowie. W latach 2006–2014 pełnił funkcję wiceprezesa mieleckiej Grupy Literackiej „Słowo”. W roku szkolnym 2009/2010 nauczyciel polonista w Gimnazjum im. Jana Pawła II Sióstr Prezentek w Rzeszowie. Stypendysta Ministra Nauki i Szkolnictwa Wyższego. W latach 2009-2012 doktorant literaturoznawstwa na Uniwersytecie Rzeszowskim. W latach 2012–2013 nauczyciel języka polskiego w Zespole Szkół Ogólnokształcących Nr 1 w Mielcu. W latach 2017–2023 pracował jako nauczyciel akademicki w Akademickim Liceum Ogólnokształcącym przy Wyższej Szkole Informatyki i Zarządzania w Rzeszowie. W roku 2018 stypendysta Ministra Kultury i Dziedzictwa Narodowego.
Debiutował w rzeszowskim BWA w kwietniu 2005 roku. Opublikował trzy zbiory wierszy: Odnaleźć siebie (SCK, Mielec 2006), Wiatrołomny (Biblioteka „Frazy”, Rzeszów 2008), Raport zza mgły (Ruthenic art, Krosno 2018) oraz dwie powieści: Ostatni rok (wyd. 1 - Rzeszów 2007, wyd. 2 poprawione - SCK Mielec 2009), Dzienniki rowerowe („Nowa Dobra Literatura”, Kraków 2011). Jest autorem blogu literackiego „Raport zza mgły”. W roku 2007 otrzymał nagrodę za najciekawszy debiut literacki Podkarpacia, przyznawaną przez rzeszowski oddział Związku Literatów Polskich. Jest też współautorem kilkunastu zbiorowych almanachów i redaktorem albumu-przewodnika Ziemia Mielecka (Mielec 2015). W 2017 roku, nakładem Wydawnictwa Ruthenic Art, ukazały się jego dwa albumy pt. Świątynie wygnane – prezentujące artystyczno-dokumentacyjne fotografie wszystkich opuszczonych i niszczejących cerkwi greckokatolickich w Polsce. Twórczość Piotra Duraka była omawiana w podkarpackich i ukraińskich mediach, stała się też obiektem badań języko- i literaturoznawczych.

## Publikacje książkowe
- Odnaleźć siebie, posł. Janusz Pasterski, Mielec 2006, ISBN 83-88308-23-8.
- Ostatni rok, posł. Krystyna Kunert, Rzeszów 2007.
- Wiatrołomny, posł. Stanisław Dłuski, Biblioteka „Frazy”, Rzeszów 2008, ISBN 978-83-60678-05-3.
- Ostatni rok, wyd. 2 popr., Mielec 2009, ISBN 978-83-925751-5-3.
- Dzienniki rowerowe, posł., Andrzej Sulikowski, „Nowa Dobra Literatura”, Kraków 2011, ISBN 978-83-931997-0-9.
- Ziemia mielecka - przewodnik, "Korso" Mielec 2015, ISBN 978-83-60849-74-3.
- Świątynie wygnane - niszczejące cerkwie greckokatolickie w Polsce, t. 1, 2, Oficyna Wydawnicza "Ruthenic Art", Krosno 2017, ISBN 978-83-946399-1-4.
- Raport zza mgły, Krosno 2018, ISBN 978-83-952033-0-5